# Centrale idroelettrica di La Stanga
La centrale idroelettrica di La Stanga si trova nei pressi dell'omonima località del comune di Sedico, in provincia di Belluno.

## Descrizione
Si tratta di un impianto situato interamente in caverna, la cui costruzione è terminata nel 1943. La centrale sfrutta le acque di scarico della centrale di Agordo più una parte delle portate residue del Cordevole; la acque di scarico vengono convogliate verso il lago del Mis.
La struttura è di proprietà di Enel S.p.A., la principale azienda fornitrice di energia elettrica in Italia.